# المجلس المركزي للرقابة على الأفلام
المجلس المركزي للرقابة على الأفلام ( CBFC ; (بالأردية: مرکزی ہیئت برائے ضوابطِ فلم) هو مجلس الرقابة على الأفلام وهيئة نظام التصنيف للأفلام التابعة لوزارة الإعلام والإذاعة لحكومة باكستان . منذ التعديل الثامن عشر لدستور باكستان، اقتصرت ولايتها القضائية على إسلام أباد ، وروالبندي ، والتجمعات ، وخيبر بختونخوا ، وبلوشستان ؛ مع مجالس رقابة منفصلة للبنجاب ( مجلس الرقابة على الأفلام البنجابية - بي أف سي بي ) والسند ( مجلس مراقبة الأفلام في السند - أس بي أف سي ) ومقرها في لاهور وكراتشي على التوالي.   على الرغم من أن أس بي أف سي تحتفظ بمركز مهيمن غير رسمي على المجالس الأخيرة. 
هذه المجالس مكلفة بتنظيم العرض العام للأفلام بموجب أحكام قانون الصور المتحركة لعام 1979 .

## أنظر أيضاً
- الرقابة في باكستان
- قائمة الأفلام المحظورة في باكستان